# Thuiswinkelen
Thuiswinkelen is het kopen van producten via catalogus, telefoon, tv of internet. Het thuiswinkelen van voor het televisietijdperk ging per postorder.

## Thuiswinkelen via de televisie
De Amerikaan Ron Popeil (1935) wordt vaak als de uitvinder van de thuiswinkel-tv gezien. In de jaren zestig vond hij een groentesnijder genaamd de Vegomatic uit. Nu was deze zo efficiënt dat het voor verkopers heel onpraktisch werd om steeds al die groenten mee te nemen. De oplossing was het op video opnemen van de demonstraties. Vanaf daar was het maar een kleine stap om deze ook op tv uit te zenden. In 1977 begon Bud Paxton het eerste Amerikaanse thuiswinkelkanaal.
Een thuiswinkelprogramma of infomercial – een samentrekking van informatie en commercial (reclame) – duurt meestal een half uur en wordt vaak 's nachts en 's ochtends vroeg uitgezonden, omdat dan de zendtijd het goedkoopst is. Het doel is het aanprijzen van een product dat de kijkers telefonisch kunnen bestellen. Onder in beeld is het nummer te zien dat men hiervoor moet bellen. Bestellen kan ook via de internetsite van de thuiswinkels. Hiervoor wordt naast het telefoonnummer het adres van deze site vermeld. Er zijn ook speciale thuiswinkelzenders die 24 uur per dag dergelijke programma's uitzenden.
Nederland maakte begin jaren negentig van de twintigste eeuw kennis met deze vorm van reclame. In 1993 richtte Louise Mulder het bedrijf Tell Sell op. De met Amerikaanse accenten in het Nederlands nagesynchroniseerde programma's zijn nog steeds bij menigeen bekend en dan vooral het programma Amazing Discoveries gepresenteerd door Mike Levey (1948-2003). In de jaren groeiden de verkoopprogramma's uit tot camp. Tel Sell zond vanuit Almere per week ruim 140 uur aan infomercials uit op de bekende commerciële zenders. Vanaf 2002 had Tel Sell ook zijn eigen televisiezender. Het bedrijf verkocht vooral fitnessapparaten, schoonheidsproducten en huishoudelijke producten. In januari 2008 ging Tel Sell failliet. Daarna kocht de familie de merknaam terug en ging Tell Sell verder als webwinkel en in 2018 werd het bedrijf overgenomen door Mediashop Group. In 2017 was Tommy Teleshopping marktleider in Nederland op het gebied van thuiswinkelen op tv.

## Experimenten in Nederland
In Nederland werd de term thuiswinkelen voor het eerst gebruikt in het begin van de jaren tachtig. Thuiswinkelen had, wat Nederland betreft, toen nog vooral betrekking op de klassieke postorderverkoop. Vanaf begin jaren tachtig van de 20e eeuw werd er in Nederland geëxperimenteerd met de inzet van elektronische media om thuiswinkelen mogelijk te maken. In 1981 startte de PTT een proef met Viditel. Comp-U-Card bood vanaf 1987 in Nederland consumenten de mogelijkheid om via een terminal die gekoppeld was aan de telefoon een databank met producten te raadplegen en bestellingen te doen. In Amstelveen kregen in september 1989 500 huishoudens als proef een terminal die op de telefoon was aangesloten. Daarmee konden ze vanuit huis bestellingen doen via onder meer James Telesuper. In navolging van de Verenigde Staten werd in deze periode voor thuiswinkelen steeds vaker de term teleshopping gebruikt.

## Thuiswinkelen via internet
Met de opkomst van internet in de jaren negentig verschenen ook de eerste internetwinkels als een soort digitale catalogi waaruit men kon bestellen. In de eerste jaren was vooral het kopen van boeken, cd's en dvd's en het boeken via internet van reizen populair. In de jaren daarna nam ook het online kopen van hardware, kleding en het afsluiten van verzekeringen sterk toe. Inmiddels is vrijwel elk product en elke dienst via internet te koop. In 2015 kocht de Nederlandse consument voor 16 miljard euro via internet. In 2000 werd Thuiswinkel.org opgericht, de belangenvereniging van bedrijven die actief zijn op het gebied van thuiswinkelen. In 2001 introduceerde Thuiswinkel.org het keurmerk Thuiswinkel Waarborg en het jaar daarop werden voor het eerst de Nationale Thuiswinkel Awards uitgereikt.

## Kritiek
Hoewel het online kopen toeneemt, is er ook kritiek. Zo zou de werkgelegenheid waar het thuiswinkelen toe leidt vooral banen met minimale zekerheid betreffen. Daarnaast zijn er ook klachten over de dienstverlening van de webwinkels. In het eerste half jaar van 2011 constateerde de Consumentenautoriteit 4.100 klachten. Daarmee naderde het aantal klachten over webwinkels dat over fysieke winkels.

## Trend
Een nieuwe trend is dat bedrijven die begonnen zijn met thuiswinkelen ook fysieke winkels openen. Zo openden in 2016 Coolblue en Neckermann in de Nederlandse winkelstraten filialen. De Neckermann-winkels waren aan het eind van dat jaar alweer failliet.